# Atletika na Letních olympijských hrách 2008 – 200 metrů muži
Běh na 200 metrů mužů na Letních olympijských hrách 2008 se uskutečnil od 18. do 20. srpna 2008 na Pekingském národním stadionů.
Českou republiku reprezentoval Jiří Vojtík, který však nepostoupil z úvodního rozběhu.

## Finále
Finálový běh ovládl Jamajčan Usain Bolt, který navíc vytvořil časem 19,30 nový světový rekord. Z prvního místa světových tabulek vymazal výkon Američana Michaela Johnsona, který 1. srpna 1996 zaběhl v Atlantě čas 19,32.
Bezprostředně po doběhu byl diskvalifikován z třetího místa Američan Wallace Spearmon. O stříbrnou medaili brzy přišel i Churandy Martina z Nizozemských Antil. Oba sprinteři shodně vyšlápli ze svých drah. Stříbro nakonec získal Američan Shawn Crawford a bronz jeho krajan Walter Dix.
| Umístění         | Dráha | Jméno             | Národnost             | Startovní reakce | Výkon |
| ---------------- | ----- | ----------------- | --------------------- | ---------------- | ----- |
| Zlatá medaile    | 5     | Usain Bolt        | Jamajka               | 0,182            | 19,30 |
| Stříbrná medaile | 4     | Shawn Crawford    | USA                   | 0,210            | 19,96 |
| Bronzová medaile | 8     | Walter Dix        | USA                   | 0,151            | 19,98 |
| 4.               | 6     | Brian Dzingai     | Zimbabwe              | 0,185            | 20,22 |
| 5.               | 3     | Christian Malcolm | Spojené království    | 0,212            | 20,40 |
| 6.               | 2     | Kim Collins       | Svatý Kryštof a Nevis | 0,165            | 20,59 |
| DSQ              | 7     | Churandy Martina  | Nizozemské Antily     | 0,144            | 19,82 |
| DSQ              | 9     | Wallace Spearmon  | USA                   | 0,167            | 19,95 |